# Cesare Magarotto
Cesare Magarotto (Padova, 10 luglio 1917 – Roma, 24 agosto 2006) è stato un giornalista e filantropo italiano.

## Biografia
Cesare Magarotto, nato a Padova nel 1917, seguì il padre, Antonio Magarotto nel mondo dei sordi, che lo nominò consulente udente della Commissione Nazionale dei Sordomuti nel 1946. Laureato in Scienze Economiche all'Università di Roma, giornalista pubblicista iscritto all'Ordine dei giornalisti del Veneto, fondò nel 1957 la Voce del Silenzio, periodico internazionale dei sordi. Divenne poi Segretario Generale dell'Ente Nazionale Sordomuti e quindi Direttore Generale dell'Ente fino al 1979.
Membro della Commissione italiana dell'UNESCO fu insignito nel 1975 della laurea honoris causa in Legge e Scienze sociali dall'Università Gallaudet di Washington. Quando l'ENS divenne Ente Morale ne divenne il Segretario Nazionale fino al 1996. Autore di diverse pubblicazioni sul sordomutismo, realizzò il dizionario della lingua dei segni internazionale e di quella italiana. Muore a Roma il 24 agosto 2006 all'età di 89 anni.

## Onorificenze
È stato decorato con tre medaglie per la Repubblica Italiana nel 1965, nel 1975 e nel 1996.
 Grande Ufficiale Ordine al Merito della Repubblica Italiana l'8 marzo 1965
 Medaglia d'oro ai benemeriti della scuola della cultura e dell'arte il 14 giugno 1975
 Cavaliere di Gran Croce al merito della Repubblica Italiana il 16 dicembre 1996.